# Blauwsnavelmuisspecht
De blauwsnavelmuisspecht (Dendrocolaptes picumnus) is een zangvogel uit de onderfamilie Dendrocolaptidae (Muisspechten).

## Verspreiding en leefgebied
Deze soort komt voor van Mexico tot Argentinië en telt tien ondersoorten:
- D. p. puncticollis: van zuidelijk Mexico tot Honduras.
- D. p. costaricensis: Costa Rica en westelijk Panama.
- D. p. multistrigatus: oostelijk Colombia en westelijk Venezuela.
- D. p. seilerni: noordelijk Colombia en noordelijk Venezuela.
- D. p. picumnus: oostelijk Venezuela, de Guyana's en noordelijk Brazilië.
- D. p. validus: het westelijk Amazonebekken.
- D. p. transfasciatus: zuidelijk-centraal Brazilië.
- D. p. olivaceus: westelijk en centraal Bolivia.
- D. p. pallescens: oostelijk Bolivia, zuidelijk Brazilië en westelijk Paraguay.
- D. p. casaresi: noordwestelijk Argentinië.

## Status
De grootte van de populatie is in 2019 geschat op 50.000-500.000 volwassen vogels. Op de Rode lijst van de IUCN heeft deze soort de status niet bedreigd.

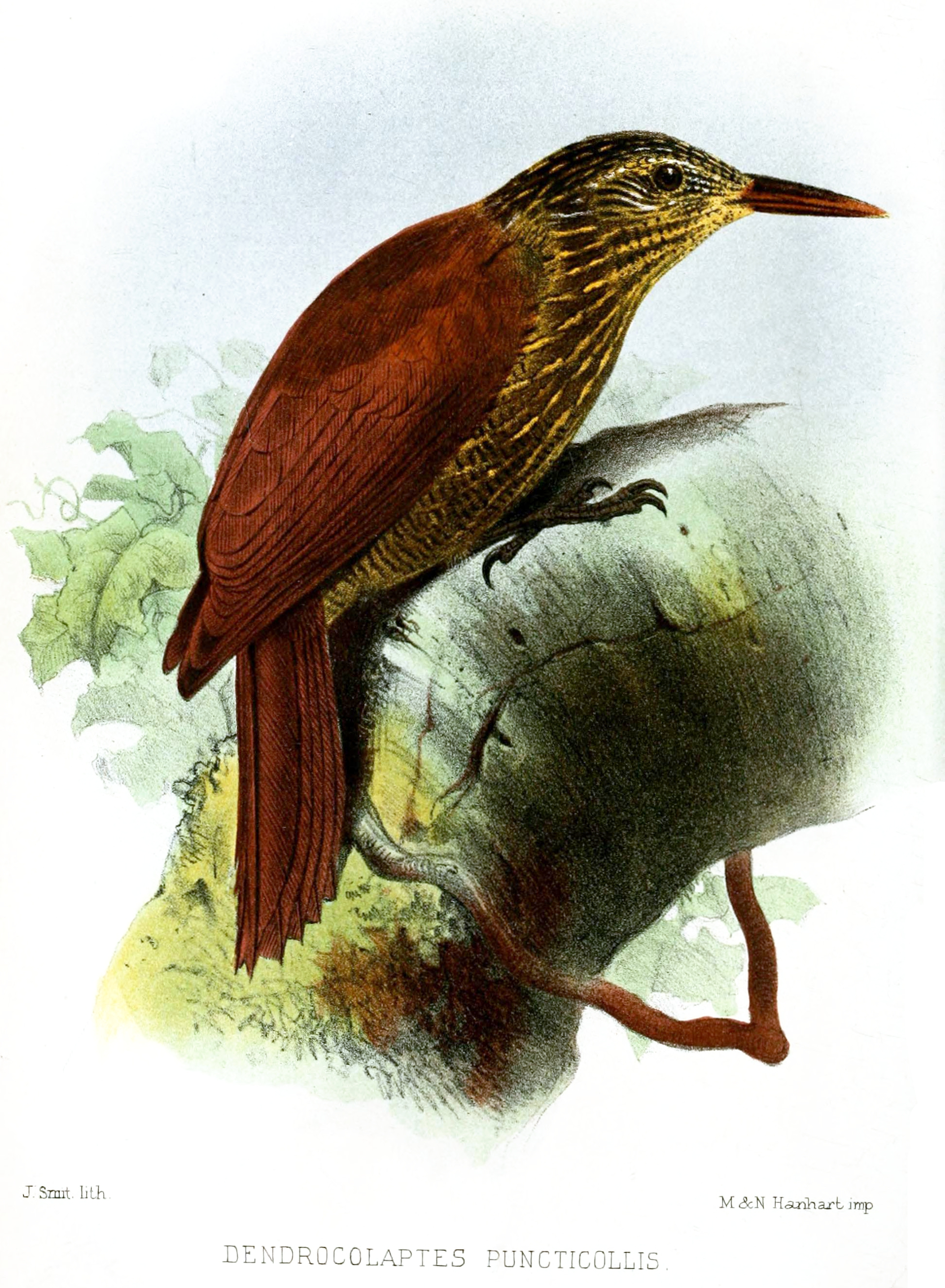